# Alex Schlopy
Pour les articles homonymes, voir Schlopy.
Alex Schlopy, né le 25 juillet 1992 est un skieur acrobatique américain spécialiste du slopestyle. En 2011, il réussit le doublé en gagnant les Winter X Games (en Big Air) puis le titre mondial en slopestyle.

## Vie personnelle
Il fait partie d'une famille de skieurs, sa mère Holly Flanders a gagné plusieurs manches de la Coupe du monde de ski alpin et son cousin Erik Schlopy a été médaillé aux Championnats du monde de ski alpin.

## Palmarès

### Championnats du monde
| Édition/Discipline         | slopestyle |
| Mondiaux 2011 (Park City ) | Or         |
| Mondiaux 2013 (Oslo )      | 10e        |

### Winter X Games
- Médaille d'or au Big Air en 2011